# Hell Awaits
Hell Awaits (укр. Пекло чекає) — другий студійний альбом американського Треш-метал гурту Slayer, випущений на лейблі Metal Blade Records в 1985 році.
Реліз починається піснею «Hell Awaits», на початку якої демонічний голос повторює фразу «Join us» (укр. Приєднуйся до нас); пізніше голос каже: «Welcome Back» (укр. З поверненням), і відкриваюча пісня переходить безпосередньо до початку музики.
Для цього альбому характерна похмура атмосфера. Пекло та Сатана стали основною тематикою пісень. Альбом став «найпрогресивнішим» в творчості Slayer: він включав триваліші пісні та складні композиційні структури.

## Список композицій
1. Hell Awaits — 6:12
2. Kill Again — 4:52
3. At Dawn They Sleep — 6:16
4. Praise of Death — 6:17
5. Necrophiliac — 3:43
6. Crypts of Eternity — 6:37
7. Hardening of the Arteries — 3:57